# Bernbourg
Bernbourg (en allemand : Bernburg) est une ville du Land de Saxe-Anhalt, en Allemagne.
Ancienne capitale de la principauté d'Anhalt-Bernbourg, elle est située sur les deux rives de la Saale. C'est le chef-lieu de l'arrondissement du Salzland.

## Géographie
La ville se trouve au centre du land de Saxe-Anhalt, à 32 km à l'ouest de Dessau, 40 km au nord de Halle et 45 km au sud de Magdebourg. Elle est entourée des grandes zones de terre noire qui s'étendent à la plaine fertile de la Magdeburger Börde au nord. Au sud-ouest se trouve le massif montagneux du Harz qui produit une ombre pluviométrique très marquée.

### Subdivisions
Le territoire communal de Bernbourg comprend les villages de :
- Aderstedt
- Baalberge
- Biendorf
- Gröna
- Peißen
- Poley
- Preußlitz
- Wohlsdorf.

## Histoire
| Appartenances historiques Principauté d'Anhalt 1212-1252 Principauté d'Anhalt-Bernbourg 1252-1468 Principauté d'Anhalt-Dessau 1468-1561 Principauté d'Anhalt-Zerbst 1561-1570 Principauté d'Anhalt 1570-1603 Principauté d'Anhalt-Bernbourg 1603-1803 Duché d'Anhalt-Bernbourg 1803-1863 Duché d'Anhalt 1863–1871 Empire allemand 1871–1918 République de Weimar 1918–1933 Reich allemand 1933–1945 Allemagne occupée 1945–1949 République démocratique allemande 1949–1990 Allemagne 1990–présent |

La « culture de Bernbourg » est une subdivision de la culture néolithique des vases à entonnoir. Le pays se caractérise par la fertilité de ses terres de lœss et comptait dès l'Antiquité parmi les destinations favorites des colons. Des analyses archéologiques de 2010 ont formellement localisé près de Bernbourg la colonie de Luppia dans la Germania magna que le géographe Ptolémée décrit vers 150 de notre ère dans sa Geographie,.

### Moyen Âge

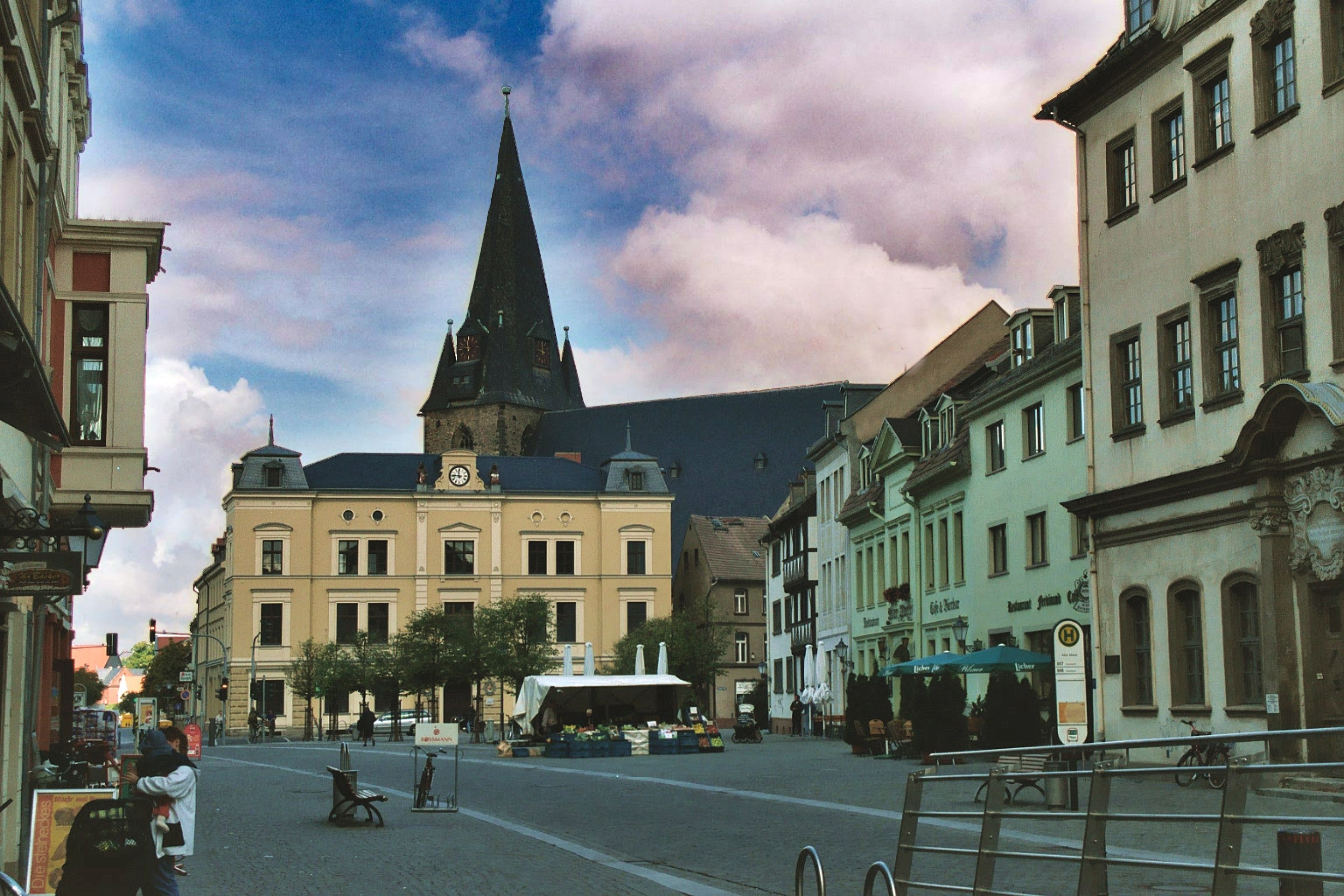
L'église de Sainte Marie

À l'époque des grandes invasions, les Germains furent chassés de la vallée de la Saale par les Slaves occidentaux. Il y avait, à l'emplacement actuel de la ville de Bernbourg, un gué. La Saale décrivait un méandre et passait un peu plus à l'ouest, entre l'actuel quartier de Neustadt et celui de Waldau; elle marquait la frontière entre les pays slaves et la région germanique de Saxe à l'ouest.
Le toponyme de Waldau sur la rive ouest apparaît pour la première fois dans les sources en 782, pendant la guerre des Saxons sous le règne de Charlemagne; il est cité en 806 comme Waladala dans la Chronique de l’abbaye de Moissac (conservée à la Bibliothèque Nationale de France). Le 29 juillet 961 une donation du roi Othon Ier mentionne une certaine civitas Brandanburg. On s'est longtemps demandé s'il s'agissait bien de Bernbourg, et ce n'est qu'en 1960 que le folkloriste Franz Stieler découvrit une copie de la donation de 961 dans un registre du XVe siècle où, au lieu de Brandanburg, le copiste a transcrit « Berneburg. » Depuis les années 1030, les domaines des deux côtés de la Saale se trouvaient entre les mains de la maison d'Ascanie. L'autre mention attestée d'un château fort à Bernbourg est datée de 1138: deux chroniques – celle de Saxon l'Annaliste et les Annales de Magdebourg  – affirment que les adversaires du margrave ascanien Albert l'Ours ont attaqué Berneburch où résidait sa mère Eilika de Saxe. Son fils cadet Bernard, puis duc de Saxe, y résidait comme un « seigneur de Bernbourg ».

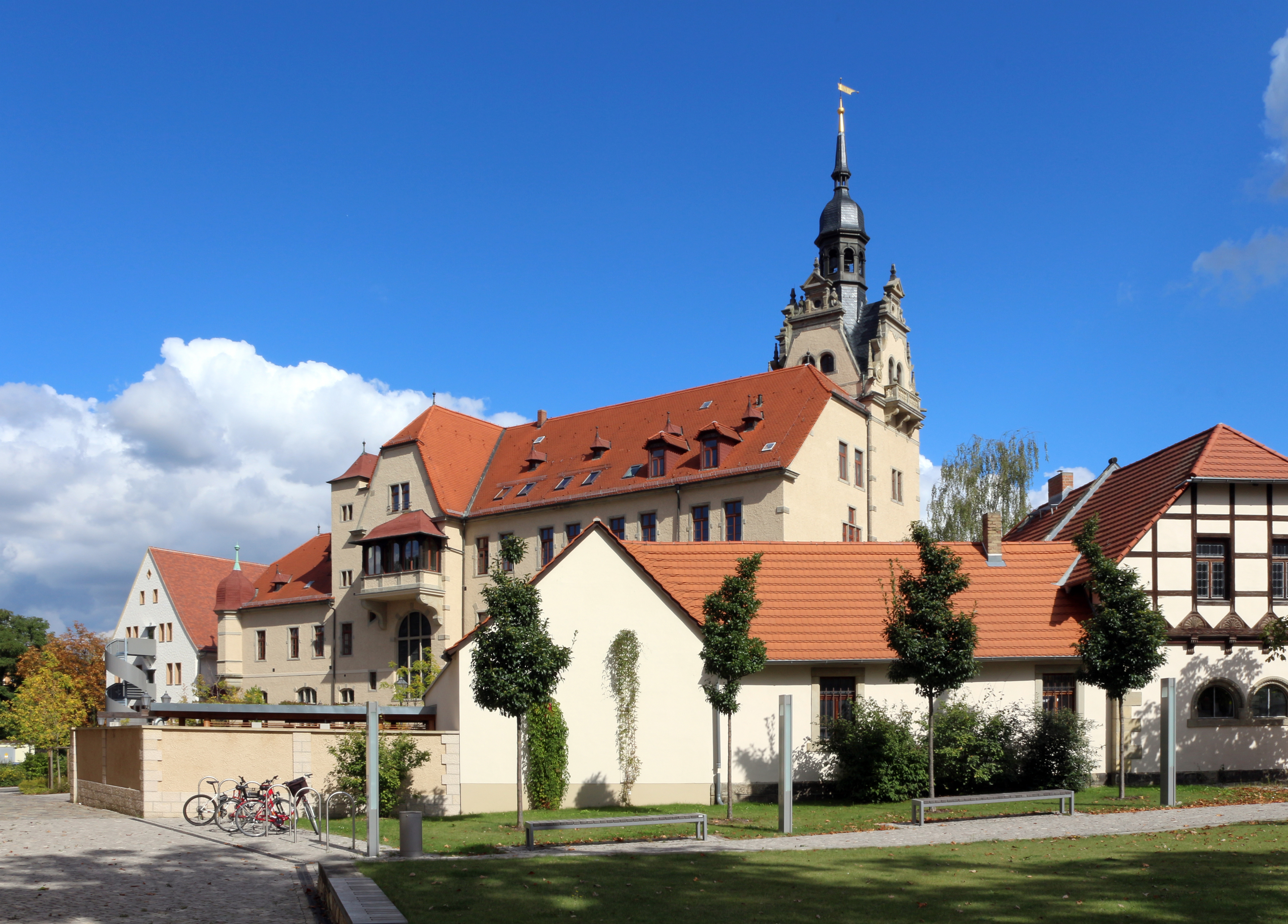
La mairie de Bernbourg

À partir de 1212, Bernbourg partagea l'histoire de la principauté d'Anhalt sous le règne du prince Henri Ier, fils aîné de Bernard, et ses descendants de la maison d'Anhalt. Après son décès en 1252, le territoire est réparti entre ses trois fils et Bernard Ier reçut la principauté d'Anhalt-Bernbourg. En 1278, il concéda à sa résidence les privilèges urbains. Ses descendants règnent au château de Bernbourg jusqu'à l'extinction de la lignée mâle en 1468. Selon la légende, Till l'Espiègle était un gardien posté au haut de la tour au service des princes d'Anhalt pendant un certain temps au XIVe siècle.

### Époque moderne
En 1526 la principauté d'Anhalt-Bernbourg devint protestante, le troisième État du Saint-Empire romain après l'Électorat de Saxe et la principauté d'Anhalt-Köthen. Sous le règne du prince Joachim-Ernest et son fils Christian Ier d'Anhalt-Bernbourg, un grand nombre de chasse aux sorcières eurent lieu de 1555 à 1664, avec un minimum de 46 accusées, notamment Barbara Meyhe, l'épouse du maire de la cité. Bernbourg redevint ville de résidence en 1603; pendant la guerre de Trente Ans, en 1630, elle a été conquise par les troupes impériales et pillée.
À partir de 1841, la ville bénéficie d'une liaison avec l'artère ferroviaire majeure de la ligne d'Anhalt à Berlin.
Le régime nazi y installa un établissement d'euthanasie.

## Personnalités
- Rolf Milser (1951-), champion olympique et du monde d’haltérophilie.
- Ingo Weißenborn (1963-), fleurettiste, champion olympique par équipe en 1992.

## Jumelages
- Anderson (États-Unis)
- Biłgoraj (Pologne)
- Chomutov (Tchéquie)
- Fourmies (France)
- Tarnowskie Góry (Pologne)
- Trakai (Lituanie)